# جرج ساموئل اکل
جرج ساموئل اکل (انگلیسی: George Samuel Eccles; c. 1874 – ۱۸ دسامبر ۱۹۴۵ (age 70–71)) بازیکن فوتبال اهل بریتانیا بود.
از باشگاه‌هایی که در آن بازی کرده‌است می‌توان به باشگاه فوتبال پرستون نورث اند، باشگاه فوتبال بولتون واندررز، باشگاه فوتبال ولورهمپتون واندررز، باشگاه فوتبال اورتون، باشگاه فوتبال وستهام یونایتد، و باشگاه فوتبال پورت ویل اشاره کرد.